# Edmund Borzemski
Edmund Borzemski (ur. 15 czerwca 1959 w Opolu) – historyk, poeta, krytyk literacki. 

## Życiorys
Syn Stanisławy i Zdzisława. Ukończył Wyższą Szkołę Pedagogiczną w Opolu (kierunek historia). W latach 1983–1994 był pracownikiem Centralnego Muzeum Jeńców Wojennych w Łambinowicach i nauczycielem historii w Zespole Szkół w Łambinowicach. Obecnie na rencie, mieszka w Korfantowie.
Debiutował jako poeta w 1987 roku. Swoje teksty drukował w prasie literackiej i lokalnej oraz w antologiach. W swoim dorobku pisarskim posiada również kilkadziesiąt artykułów z dziedziny krytyki literackiej oraz historii. Jest inicjatorem Konkursu Recytatorskiego Poezji Jenieckiej "Nie traćmy pamięci". Odbywa spotkania z młodzieżą polską z Kresów Wschodnich. Członek Związku Literatów Polskich, Wspólnoty Polskiej, Górnośląskiego Towarzystwa Regionalnego w Opolu, Niemodlińskiego Towarzystwa Regionalnego i krakowskiej Konfraterni Poetów.

## Tytuły i odznaczenia
- Honorowy Obywatel Gminy Łambinowice
- Zasłużony dla Gminy Korfantów
- Opiekun Miejsc Pamięci Narodowej
- Odznaka Honorowa "Za Zasługi dla Województwa Opolskiego"
- Nagroda Marszałka Województwa Opolskiego dla Animatorów i Twórców Kultury (2020)[3].

## Twórczość
Wydał tomiki wierszy (wybrane pozycje): 
- 1990 - Podzielmy się słowem, Oficyna Literacka "Wers", Opole,
- 1995 - Obok milczenia, Oficyna Literacka "Wers", Opole,
- 1996 - Nieobecność to kamień, Oficyna Literacka "Wers", Opole,
- 1998 - Wyścig o ..., Oficyna Literacka "Wers", Opole,
- 2002 - Gwiazda Syzyfa, Oficyna Literacka "Wers", Opole,
- 2005 - Nie gasić gwiazd, Oficyna Konfraterni Poetów, Kraków,
- 2015 - Coraz więcej ciszy, Kraków,
- 2018 - Malowanie  słowa, Opole,
- 2020 - Hieroglify drogi, Wojewódzka Biblioteka Publiczna im. E. Smółki w Opolu,
- 2023 - Maraton cienia, Wojewódzka Biblioteka Publiczna im. E. Smółki w Opolu.